# جورج كارترايت
جورج كارترايت (بالإنجليزية: George Cartwright)‏ هو عازف جاز وملحن أمريكي، ولد في 10 ديسمبر 1950.

## روابط خارجية
- جورج كارترايت على موقع ميوزك برينز (الإنجليزية)
- جورج كارترايت على موقع أول ميوزيك (الإنجليزية)
- جورج كارترايت على موقع ديسكوغز (الإنجليزية)